# 두졸
두졸(豆卒, ?~?)은 고구려 출신의 당나라 군인이다.

## 생애
그의 5대조인 보번(步蕃)이 서위와 북제의 전쟁을 피해 고구려로 망명한 후 두씨 성을 사용했다. 당나라가 고구려를 공격했을 때 두졸은 형제들과 당나라에 투항하며 당나라에 거주하게 되었으며 당나라로부터 후한 대접을 받게 된다.